# غار مش رستمی۱
غارمش رستمی۱ مربوط به دوران پیش از تاریخ ایران باستان است و در کازرون، شمال شهر، راست تنگ تیکاب واقع شده و این اثر در تاریخ ۲۲ مرداد ۱۳۸۴ با شمارهٔ ثبت ۱۳۳۱۶ به‌عنوان یکی از آثار ملی ایران به ثبت رسیده است.